# Леонтица сомнительная
Лео́нтица сомни́тельная (лат. Leōntice incērta) — многолетнее травянистое растение, вид рода Леонтица (Leontice) семейства Барбарисовые (Berberidaceae).

## Распространение и экология
Ареал вида охватывает Среднюю Азию. Описан из окрестностей Индерского озера.
Произрастает в полупустыне.

## Ботаническое описание
Растение высотой 10—16 см. Клубень шаровидный.
Листья обыкновенно в числе двух на довольно длинных черешках, тройчато или дважды тройчато-раздельные, длиной до 5 см, доли эллиптические или яйцевидные, цельнокрайные, несколько мясистые, боковые иногда двурассечённые.
Цветки в диаметре около 12 мм, собраны в верхушечную кисть; чашелистики эллиптические или яйцевидные, в 4—5 раз длиннее очень маленьких лепестков почти почковидной формы, по верхнему краю неясно зубчатых, к основанию вдруг суженных в тонкий ноготок. Пестик с очень коротким столбиком и почти сидячим рыльцем.
Коробочка крупная, в диаметре до 25 мм, почти шаровидная, пузырчато-вздутая, нераскрывающаяся. Семена тёмно-бурые.

## Таксономия
Вид Леонтица сомнительная входит в род Леонтица (Leontice) трибы Леонтицевые (Leonticeae) подсемейства Барбарисовые (Berberidoideae) семейства Барбарисовые (Berberidaceae) порядка Лютикоцветные (Ranunculales).
|  |                       |  |                                          |                                          |                           |  | ещё 1 подсемейство (согласно Системе APG II) | ещё 1 подсемейство (согласно Системе APG II) |                                       |  |  |  | ещё 2 рода         | ещё 2 рода                |  |  |
|  |                       |  |                                          |                                          |                           |  | ещё 1 подсемейство (согласно Системе APG II) | ещё 1 подсемейство (согласно Системе APG II) |                                       |  |  |  | ещё 2 рода         | ещё 2 рода                |  |  |
|  |                       |  |                                          | семейство Барбарисовые                   |                           |  |                                              |                                              | триба Леонтицевые                     |  |  |  |                    | вид Леонтица сомнительная |  |  |
|  |                       |  |                                          | семейство Барбарисовые                   |                           |  |                                              |                                              | триба Леонтицевые                     |  |  |  |                    | вид Леонтица сомнительная |  |  |
|  | порядок Лютикоцветные |  |                                          |                                          | подсемейство Барбарисовые |  |                                              |                                              | род Леонтица                          |  |  |  |                    |                           |  |  |
|  | порядок Лютикоцветные |  |                                          |                                          |                           |  |                                              |                                              |                                       |  |  |  |                    |                           |  |  |
|  |                       |  | ещё 9 семейств (согласно Системе APG II) | ещё 9 семейств (согласно Системе APG II) |                           |  |                                              | ещё 1 триба (согласно Системе APG II)        | ещё 1 триба (согласно Системе APG II) |  |  |  | ещё около 30 видов |                           |  |  |
|  |                       |  |                                          | ещё 9 семейств (согласно Системе APG II) |                           |  |                                              |                                              | ещё 1 триба (согласно Системе APG II) |  |  |  |                    |                           |  |  |